# Maasdijk (Hoeksche Waard)
Maasdijk is een buurtschap in de Hoeksche Waard in de Nederlandse provincie Zuid-Holland.
De plaats dient niet te worden verward met het dorp Maasdijk in de gemeente Westland. Maasdijk is vernoemd naar de dijk waar het grotendeels op gelegen ligt "de Maasdijk". Het ligt ten noordwesten van Westmaas op de weg naar Reedijk. Het ligt deels in het gebied van Mijnsheerenland en deels in het gebied van Westmaas. De straten Noordernesse en de Blauwesteenweg behoren tot Mijnsheerenland en de Zuidernesse tot Westmaas. De plaats heeft een oud deel met onder andere een bloemenwinkel, advokatenkantoor, gitaarschool en erkend sportmasseur. Ook is er een nieuw deel. De dijk is gelegen aan de Binnenbedijkte Maas en achter de provinciale weg "De Maasweg" waar een tankstation te vinden is. Verder zijn er aan het eind van de Blauwesteenweg een paar "Maasdijkse" boerderijen te vinden. De postcode is in het Mijnsheerenlandse deel 3271 en in het Westmaasse deel 3273.